# 部类五经
部类五经，是净土宗八祖云栖祩宏大师对净土经典所作的分类。“部”指《阿弥陀经》的同部，包括《阿弥陀经》的鸠摩罗什和玄奘两种译本，以及《无量寿经》歷史上的几种译本和宋代王日休的会集本；“类”指的是《阿弥陀经》的同类，包括《观无量寿经》、《鼓音王经》、《后出阿弥陀偈》。这些经书都收入在《大正藏》十二册。

## 註释参考
1. ↑  明末的净土教人物及其思想 （页面存档备份，存于），修明，邢台佛教网